# PvP (strip)
PvP is een Amerikaanse webcomic, getekend en geschreven door Scott Kurtz.
De strip gaat over de werknemers van een bedrijf dat een tijdschrift over computerspellen uitgeeft. De grappen en verhaallijnen gaan vaak over spellen, films en zaken die nerds aanspreken, maar de laatste tijd zijn er ook meer verhaallijnen die zich meer richten op het leven van de personages.
De eerste PvP-strip verscheen op 4 mei 1998 op internet. Tegenwoordig verschijnt elke dag een nieuwe aflevering.

## Personages
- Cole Richards - De baas van PvP. Vaak is het zijn taak om de anderen tot orde te roepen, maar als het om nostalgische spellen en series gaat kan Cole zich weer helemaal kinds gedragen.
- Brent Sienna - Verslaafd aan koffie en een liefde voor Apple-computers. Brent maakt graag sneerende opmerkingen over de gedragingen van zijn collega's.
- Jade Fontaine - Vriendin van Brent en verslaafd aan MMORPG computerspellen. Ze laat graag zien dat vrouwen ook gamers kunnen zijn.
- Francis Ottoman - Het jongste lid en de grootste geek. Altijd enthousiast en geïnteresseerd in de nieuwste hypes en oplichterijen.
- Skull - Een schattige trol die geen vlieg kwaad doet. Vaak erg gevoelig en met een kinderlijke intelligentie.